# Guy Penson
Guy Penson (né en 1958) est un claveciniste, organiste, pianiste et pianofortiste belge.

## Carrière
Guy Penson effectue ses études au Conservatoire de Gand, avec Claude Coppens pour le piano et Johan Huys pour le clavecin. Il est aujourd'hui, accompagnateur dans ce même conservatoire. Il est lauréat de plusieurs concours internationaux, dont le concours Musica Antiqua de Bruges en 1980. Il se produit en Europe, en Amérique du Sud et au Canada.
Il a participé à de nombreux ensembles de musique ancienne, dont le Ricercar Consort, l'Orchestre des Champs Élysées, le Concerto Köln, I Fiamminghi, Il Fondamento, Il Gardellino, La Pastorella, Les Agrémens et Harmonia Sacra (fondé en 2002). Il forme également un duo avec le flûtiste Geert Van Gele.

## Discographie
Guy Penson a enregistré pour les labels Etcaetera, Eufoda, Fuga Libera, René Gailly, Harmonia Mundi, Hyperion, MIM, Musique en Wallonie, Not On Label, Pavane Records, Ricercar.
Clavecin/orgue
- Œuvres pour deux clavecins (Krebs, Bach, WF Bach, Haendel) - Florian Heyerick et Guy Penson, clavecins (1989, René Gailly) (OCLC 46468272)
- Orgue Positif - Geert Van Gele, flûte ; Guy Penson, orgues historique du musée des instruments de Bruxelles (2000, MIM 004)
- The Susanne van Soldt Virginal Book - Guy Penson, virginal moeder & kind, qui contient un autre clavier ; Patrick Denecker, flûte à bec (juin 2007, Ricercar RIC264)[4] (OCLC 232578788)
- A due cembali obligati (Schaffrath, Le Roux, Bach, Couperin, CPE Bach, JC Bach, Soler) - Les Clavecins-Réunis : Jan Devlieger et Guy Penson, clavecins (27-30 décembre 2008, Etcaetera) (OCLC 811454456)

Concertiste
- Bach, Concerti per cembalo solo - Guy Penson, clavecin (octobre 1986, Ricercar RIC 038014) (OCLC 624421553)
- W.F. Bach, Concerto pour clavier, Sonates et polonaises - Guy Penson, clavecin et piano-forte ; Ricercar Consort, dir. Paul Dombrecht ; Il Fondamento, dir. Adrian Chamorro (16-22 octobre 1989, 1990, 1996, 2CD Ricercar) (OCLC 668103217)

Accompagnateur
- Mozart, Sonates pour flûte K.10-15 - Marc Grauwels, flûte ; Guy Penson, piano et clavecin ; Jan Sciffer, violoncelle (1-2 mars 1989, Hyperion ; rééd. Brillant Classics « Mozart Edition ») (OCLC 23126649 et 82135869)
- Sonates romantiques pour le cor (Ries, Beethoven, Danzi) - Claude Maury, cor naturel Marcel Auguste Roux (début XIXe siècle) ; Guy Penson, piano-forte Tröndlin, Leipzig c.1820 (juillet 1990, Ricercar)[5] (OCLC 32497717)
- Les prétentions du violoncelle - Ricercar Consort : Hidemi Suzuki, violoncelle ; Rainer Zipperling, violoncelle ; Guy Penson, clavecin (janvier 1993, Recercar) (OCLC 254762792)
- Le cor romantique français (Rossini, Gallay) - Claude Maury, cor naturel ; Guy Penson, forte-piano ; Sophie Hallynck, harpe ; Ricercar Academy (1998, coll. « Instruments » (no 2) Ricercar) (OCLC 910239111)
- Franck, Mélodies - Ann de Renais, soprano ; Guy Penson, piano ; Sébastien Walnier, violoncelle (29-31 janvier 2006, Musique en Wallonie) (OCLC 496049279)
- Nymphes & fleurs : Œuvres chorales françaises pour voix égales et piano (César Franck, Léo Delibes, Gabriel Fauré, Gabriel Pierné) - Laure Delcampe, soprano ; Guy Penson, piano ; la Choraline-Chœur de jeunes de la Monnaie, dir. Benoît Giaux et Florence Huby (2008, Fuga libera FUG542) (OCLC 658657089)